# 勇磨猛
勇磨 猛（ゆうま たける、1998年6月13日 - ）は、大阪府枚方市出身で、阿武松部屋所属の現役大相撲力士。本名は中尾 勇磨（なかお ゆうま）。身長178.0cm、体重122.0kg、血液型はO型。最高位は東十両13枚目（2023年11月場所・2024年1月場所）。

## 来歴
3人兄弟の二男。母親は女手一つで3人を育てた。弟・勇聖も阿武松部屋に所属した元大相撲力士だが、番付に載ることなく2017年3月場所の前相撲のみで引退している。
小学校5年生の時に枚方市相撲連盟で相撲を始め、その年にわんぱく相撲で全国大会に出場した。連盟が活動休止になったため枚方市立中宮中学校2年次からは近大付属高校相撲部の稽古に参加させてもらった。中学校卒業後は、近大付属高校相撲部の奥谷猛監督から紹介されて大相撲の阿武松部屋に入門し、2014年3月場所で初土俵を踏んだ。四股名は、阿武松部屋の当時のおかみ（12代阿武松の夫人）のブログによると、同姓の力士がいるため下の名前の「勇磨」を四股名とし、四股名の下の名は奥谷の名前を貰ったものだという。
入門から2年後の2016年3月場所で初めて三段目に昇進。この場所は負け越して1場所で序二段へ下がったが、同年7月場所で再昇進して以降は三段目の地位に定着した。しかし、2017年11月場所前の稽古中に左膝前十字靭帯を断裂する大怪我を負って4場所連続で全休したことにより、2018年7月場所で番付外に転落した。左膝は手術を受けて2018年9月場所から土俵に復帰。この場所は前相撲に出場した。翌11月場所で序ノ口に復帰して以降は勝ち越しを続けて、2019年11月場所で初めて幕下に昇進した。この場所は負け越して1場所で三段目へ下がったが、2020年1月場所は7戦全勝で三段目優勝を飾った。しかし優勝の決まった7番目の相撲で左手の舟状骨を骨折しており、最高位を大きく更新した翌3月場所は全休となった。怪我をした後は、師匠の13代阿武松（元幕内・大道）が古傷の悪化を懸念してセーブするよう指導することもあるほど熱心に稽古を積み、復帰した7月場所で幕下の地位で初めてとなる勝ち越しを達成してから3場所連続で勝ち越したが、左手の古傷が悪化して同年11月場所後に腰の骨を移植する手術を受けたため、2021年1月場所から2場所連続で全休となった。同年5月場所で三段目の土俵で復帰し、三段目の番付で2場所連続で勝ち越した。同年7月場所後には左手首に再度手術を受け、直後の9月場所は幕下復帰の場所だったが負け越した。2022年9月場所は5連勝で迎えた6番相撲で大関経験者の朝乃山と対戦し、突き落としで勝利して話題となった。7番相撲で大成龍に敗れ優勝こそ逃したものの6勝1敗の好成績で終えた。幕下15枚目以内の地位で初めて相撲を取った同年11月場所では自身最高位の西幕下9枚目で3勝4敗と負け越したが、西幕下12枚目で迎えた2023年1月場所は4勝3敗で幕下15枚目以内で初めて勝ち越した。自己最高位タイの西幕下9枚目で迎えた3月場所は場所前の2月中旬の稽古中に肋骨を骨折する怪我を抱えた中で5勝2敗で勝ち越した。5月場所は周囲の成績次第では関取昇進も有り得る東幕下5枚目まで最高位を更新。この場所では5勝2敗と勝ち越し。千秋楽のNHK大相撲中継では十両昇進枠が4枠と伝えられたが、その内獅司、川副、紫雷は十両昇進濃厚、あるいは決定的と報じられており、残る1枠を西幕下3枚目で4勝3敗の千代の海と争う状況となった。5月31日に開かれた番付編成会議で、7月場所の新十両昇進が正式に発表された。
十両昇進会見では3度の左手甲手術を経て左手では箸を持てなくなり、両利きになったと苦労を語った。この会見にはえんじ色の着物で挑んだ。相撲を取る稽古の番数をこなせない時は基礎運動で鍛えた。
東十両14枚目で迎えた7月場所、初日から2連勝したものの3日目から7連敗し後がなくなり、10日目から2度目の2連勝で盛り返すも12、13日目に連敗、14日目と千秋楽に3度目の2連勝を果たしたものの、6勝9敗に終わり、1場所で幕下陥落となった。西幕下筆頭で迎えた9月場所では2連敗の後4連勝で最終的に4勝3敗、9月27日に開かれた番付編成会議で11月場所の十両復帰が正式に発表された。自身最高位の東十両13枚目で迎えた11月場所は11日目に7勝目をあげて勝ち越しに王手をかけるも12日目から4連敗を喫し7勝8敗に終わった。2024年1月場所は東十両13枚目の地位で5勝10敗と負け越し、3月場所に正式に2度目の幕下陥落となった。

## 取り口
幕下に上がる前までは体重が増えず叩き以外では殆どまともに相撲が取れないほどであり、後はせいぜい肩透かしや突き落としを狙うぐらいであったが、体重が増えると押しの威力が上がり、十両昇進に繋がった。

## 人物
- 協会公式プロフィールによると、好きな歌手は優里、趣味は読書、好物は牛タン[21]。
- 嫌いな食べ物は特になし[1]。
- 目標の力士は「特になし。考えたこともない」。ただ、同期の湘南乃海の活躍には刺激を受けているという[1]。
- 好きな言葉は「何とかなるさ」「ケセラセラ」[1]。
- 酒は全く飲まない[1]。
- テレビ番組やYouTubeはほとんど見ず、映画や漫画も一度観たり読んだりしたらそれっきりだが、ジブリ作品だけは何度見返しても飽きないという[1]。

## エピソード
- 2023年10月3日、部屋の床山の床雄と共に、お江戸日本橋亭で開催された「落語大相撲円雀場所」に出演、髪結いの実演で床雄に大銀杏を結ってもらった[22]。
- 2020年辺りから近大短期大学部商経科に在籍している。特にヨーロッパ史が好き[23]。

## 主な成績
2025年7月場所終了現在

### 通算成績
- 通算成績：236勝193敗50休（68場所）

### 各段優勝
- 三段目優勝：1回（2020年1月場所）

### 場所別成績
| | 一月場所 初場所（東京）  | 三月場所 春場所（大阪）   | 五月場所 夏場所（東京） | 七月場所 名古屋場所（愛知） | 九月場所 秋場所（東京） | 十一月場所 九州場所（福岡） |
| --- | ------------------------ | ------------------------- | ----------------------- | --------------------------- | ----------------------- | --------------------------- |
| 2014年 （平成26年） | x                        | （前相撲）                | 東序ノ口9枚目 3–4       | 西序ノ口3枚目 4–3           | 東序二段70枚目 4–3      | 西序二段45枚目 2–5          |
| 2015年 （平成27年） | 東序二段77枚目 4–3       | 東序二段46枚目 4–3        | 西序二段19枚目 3–4      | 東序二段38枚目 4–3          | 東序二段17枚目 3–4      | 東序二段39枚目 5–2          |
| 2016年 （平成28年） | 西序二段3枚目 4–3        | 西三段目83枚目 3–4        | 西序二段筆頭 4–3        | 東三段目82枚目 4–3          | 東三段目62枚目 1–6      | 西三段目99枚目 4–3          |
| 2017年 （平成29年） | 東三段目80枚目 3–4       | 西三段目98枚目 4–3        | 東三段目79枚目 3–4      | 東三段目99枚目 5–2          | 西三段目63枚目 4–3      | 西三段目45枚目 休場 0–0–7   |
| 2018年 （平成30年） | 東序二段5枚目 休場 0–0–7 | 東序二段76枚目 休場 0–0–7 | 序ノ口10枚目 休場 0–0–7 | （番付外）                  | （前相撲）              | 西序ノ口26枚目 6–1          |
| 2019年 （平成31年 /令和元年） | 東序二段51枚目 6–1       | 東三段目84枚目 5–2        | 西三段目52枚目 5–2      | 東三段目23枚目 4–3          | 西三段目9枚目 5–2       | 東幕下51枚目 2–5            |
| 2020年 （令和2年） | 東三段目16枚目 優勝 7–0  | 西幕下12枚目 休場 0–0–7   | 感染症拡大 により中止   | 西幕下52枚目 5–2            | 西幕下29枚目 4–3        | 東幕下23枚目 5–2            |
| 2021年 （令和3年） | 西幕下10枚目 休場 0–0–7  | 西幕下50枚目 休場 0–0–7   | 西三段目30枚目 5–2      | 東三段目6枚目 5–2           | 西幕下46枚目 3–4        | 東幕下56枚目 4–3            |
| 2022年 （令和4年） | 東幕下46枚目 2–5         | 東三段目14枚目 4–3        | 西三段目2枚目 5–2       | 東幕下40枚目 5–2            | 東幕下28枚目 6–1        | 西幕下9枚目 3–4             |
| 2023年 （令和5年） | 西幕下12枚目 4–3         | 西幕下9枚目 5–2           | 東幕下5枚目 5–2         | 東十両14枚目 6–9            | 西幕下筆頭 4–3          | 東十両13枚目 7–8            |
| 2024年 （令和6年） | 東十両13枚目 5–10        | 東幕下2枚目 2–5           | 西幕下12枚目 3–4        | 東幕下17枚目 5–2            | 西幕下10枚目 2–5        | 西幕下22枚目 5–2            |
| 2025年 （令和7年） | 東幕下12枚目 2–4–1       | 西幕下27枚目 4–3          | 西幕下21枚目 2–5        | 西幕下37枚目 4–3            | x                       | x                           |
| 各欄の数字は、「勝ち-負け-休場」を示す。 優勝 引退 休場 十両 幕下 三賞：敢=敢闘賞、殊=殊勲賞、技=技能賞 その他：★=金星 番付階級：幕内 - 十両 - 幕下 - 三段目 - 序二段 - 序ノ口 幕内序列：横綱 - 大関 - 関脇 - 小結 - 前頭（「#数字」は各位内の序列） |                          |                           |                         |                             |                         |                             |

## 改名歴
- 勇磨 猛（ゆうま たける）2014年3月場所 -